# Radio Leipzig (1993)
Radio Leipzig ist ein privater Hörfunksender aus Leipzig. Sendestart war der 16. Mai 1993. Von 1999 bis zum 22. Juli 2007 nannte sich der Sender Leipzig 91 Punkt 3.
Das Mantelprogramm von Radio Leipzig stammt von der Broadcast Sachsen GmbH & Co. KG, die unter anderem Antenne Sachsen sowie auch Hitradio RTL bestückt. Direkt in Leipzig werden lediglich die Lokalnachrichten für Leipzig sowie die landesweite Nachmittagssendung mit Roman Knoblauch produziert. Das Repertoire des Senders mit dem aktuellen Claim „Der Sound für Leipzig Stadt und Land“ beinhaltet vor allem Musik aus den 1980er Jahren bis heute.

## Allgemeine Informationen
Radio Leipzig ist Mitglied des Senderzusammenschlusses im Sachsen Funkpaket. Die speziell für die Großstädte und Ballungsräume Sachsens eingerichteten Sender strahlen jeweils ein 24-Stunden-Vollprogramm aus, so auch Radio Leipzig. Der Sender spricht eine Hörerzielgruppe im Alter von 30 bis 49 Jahren an. Er spielt hauptsächlich das Adult-Contemporary-Musikformat. Daneben gibt es stündliche Nachrichten, welche immer 10 Minuten vor der vollen Stunde gesendet werden und aus diesem Grund mit dem Claim "Immer 10 Minuten früher informiert" beworben werden. Zusätzlich werden Verkehrsmeldungen im Halbstundentakt sowie aktuelle Informationen und Veranstaltungshinweise für die Region gesendet.

## Geschichte
Am 16. Mai 1993 drückte der damalige Regierungspräsident Walter Steinbach den Startknopf. Die erste Sendung auf 91,3 Radio Leipzig ging on air. Seit Januar 1998 ist Tino Utassy Geschäftsführer von Radio Leipzig. Er folgte auf Brunhilde Laumann, die den Sender seit Sendestart leitete. 

## Funkhaus
Produziert wird das Programm von Radio Leipzig seit Februar 2001 im Medienhaus am Listplatz. Seit Sendestart hatte Radio Leipzig sein Funkhaus auf der Salomonstraße, bevor der Sender im Februar 2001 direkt ins Stadtzentrum von Leipzig zog.
Im Oktober 2008 erhielt Radio Leipzig ein neues Sendestudio. Im Juli 2012 zog Radio Leipzig innerhalb des Medienhauses um. Dabei wurde das Sendestudio demontiert und fand einen neuen Platz im Funkhaus in Annaberg-Buchholz von Radio Erzgebirge. Im August 2012 entstand ein neues Sendestudio in den neu bezogenen Räumen. Seit Dezember 2020 wird das Studio für die Morningshow von Hitradio RTL genutzt. Radio Leipzig erhielt dafür bereits im August 2020 ein Backup-Studio für die landesweite Nachmittagssendung.

## Programmdirektoren
- Uwe Schneider (01/1999 – 12/2009)
- Matthias Montag (05/2010 – 04/2013)
- Karin Müller (01/2014 – 03/2014)
- Andrea Krüger (05/2010 – 08/2024)
- Hagen Ullrich (seit 09/2024)

## Programm
| Sendezeit           | Sendungsname               | Moderatoren                           |
| ------------------- | -------------------------- | ------------------------------------- |
| 0450 Uhr – 0950 Uhr | André und die Morgenmädels | mit André Hardt und Kristin Hardt     |
| 0950 Uhr – 1350 Uhr | Leipzig bei der Arbeit     | mit Marcel Wentzke                    |
| 1350 Uhr – 1850 Uhr | Hallo Leipzig              | mit Roman Knoblauch                   |
| 1850 Uhr – 2050 Uhr | Leipzig am Abend           | mit Daniel Pavel oder Stephan Bodinus |

| Sendezeit           | Sendungsname               | Moderatoren                       |
| ------------------- | -------------------------- | --------------------------------- |
| 0450 Uhr – 0950 Uhr | André und die Morgenmädels | mit André Hardt und Kristin Hardt |
| 0950 Uhr – 1350 Uhr | Leipzig bei der Arbeit     | mit Marcel Wentzke                |
| 1350 Uhr – 1950 Uhr | Hallo Leipzig              | mit Roman Knoblauch               |
| 1950 Uhr – 2350 Uhr | Freitag-Nacht              | mit Stephan Bodinus               |

| Sendezeit           | Sendungsname               | Moderatoren                       |
| ------------------- | -------------------------- | --------------------------------- |
| 0650 Uhr – 1150 Uhr | André und die Morgenmädels | mit André Hardt und Kristin Hardt |
| 1150 Uhr – 1750 Uhr | Endlich Wochenende         | mit Andrea Krüger                 |
| 1850 Uhr – 1950 Uhr | Leipzig Charts             | mit Mark Mathew                   |
| 1950 Uhr – 0250 Uhr | Samstag-Nacht in the Mix   | Programm ohne Moderation          |

| Sendezeit           | Sendungsname       | Moderatoren          |
| ------------------- | ------------------ | -------------------- |
| 0650 Uhr – 1250 Uhr | Endlich Wochenende | mit Matthias Zilch   |
| 0850 Uhr – 1150 Uhr | Reiseexpress       | mit Matthias Zilch   |
| 1250 Uhr – 1750 Uhr | Endlich Wochenende | mit Robert Drechsler |
| 1750 Uhr – 2050 Uhr | Leipzig am Abend   | mit Robert Drechsler |

## Mitarbeiter
Moderatoren
| - André Hardt - Kristin Hardt - Mirjam Köfer | - Marcel Wentzke - Roman Knoblauch - Stephan Bodinus | - Falko Maiwald - Mark Mathew - Robert Drechsler | - Andrea Krüger - Daniel Pavel - Matthias Zilch |

| Redaktionsleitung - Linda Seidel | Nachrichtenredaktion - Frank Seelig - Marlene Hilger - Maxi Herzberg | Sportredaktion - Jens Umbreit | Verkehrsredaktion - Mirjam Köfer - Matthias Zilch - Robert Drechsler |

Stationvoice
- Christian Blecken (seit 02/2015)
- Christin Pols (seit 08/1999)
- Karsten Klaue † (05/2010 – 01/2015)
- Bodo Venten (08/1999 – 04/2010)

## Empfang
Das Programm von Radio Leipzig wird über UKW auf folgenden drei Frequenzen ausgestrahlt.
| Region  | Frequenz |
| ------- | -------- |
| Leipzig | 91,3 MHz |
| Borna   | 99,5 MHz |
| Grimma  | 90,9 MHz |

Außerdem ist das Programm über DAB+ in Leipzig im Kanal 6C sowie im Raum Nordwestsachsen im Kanal 10A  zu empfangen.
Als Livestream wird Radio Leipzig weltweit im Internet übertragen.
Des Weiteren werden weitere Streams angeboten:
- Radio Leipzig
- Radio Leipzig 2
- 80er Kulthits
- 90er XXL
- Top Hits
- Freitag Nacht
- Sommerradio
- Weihnachtsradio